# 1,2-ジブロモエタン
1,2-ジブロモエタンは分子式 C2H4Br2、構造式 CH2Br−CH2Br で表される有機化合物である。藻や昆布などにより少量が合成されるため海にごく微量が存在しているが、大半は人工的に合成されている。無色の液体で甘い臭いがする。

## 合成
エチレンと臭素の求電子付加反応により合成される。
{\displaystyle {\ce {C2H4\ + Br2 -> C2H4Br2}}}

## 利用
有機合成化学において、グリニャール試薬の調製時にマグネシウムの活性化剤として用いられることがある。これは1,2-ジブロモエタンがエチレンとマグネシウムブロミドになり、マグネシウム表面の皮膜に覆われた部分を取り除くというものである。詳細は項目グリニャール試薬#ハロゲン化アルキルとマグネシウムの反応を参照のこと。
1,2-エタンジチオールのような様々な1,2-置換エタン誘導体の合成の前駆体ともなる。また、カルバニオンをブロモ化するために用いられることがある。
一時期は有鉛ガソリンの添加剤にも用いられ、エチル コーポレーション社などから販売されていた。

### 殺虫剤、燻蒸剤としての利用
農業やかんきつ類や野菜、穀草などの保存では殺虫剤として用いられていた。アメリカ合衆国ではアメリカ環境保護局(EPA)の指導により1984年から使用が禁止されている。その後丸太に対してシロアリや甲殻類の駆除に用いられたり、ミツバチの巣箱の害虫除け、色素やろうの原料などに用いられる。日本では1956年9月22日に農薬登録を受けたが、1986年以降、農薬として出荷されることはほとんどなくなり、1990年12月18日には登録が失効した。

## 健康への影響
吸入することによる人に対する影響は未知数である。
大量に飲むと、赤い炎症や水ぶくれ、口内炎や胃潰瘍などができる可能性があり、最悪の場合は死に至る。しかし、少量の場合は死に至る可能性はほとんどない。
ラットの場合、短時間に高濃度の蒸気を吸入すると死に至る。低濃度の場合は肝臓、腎臓に障害を与える。吸入させたり餌に混ぜたりすると、生殖能力が低下したり精子異常が起きたりするなど変異原性があることが確認されている。また次の世代に対する悪影響もあることが確認された。
人間に対する影響の詳細は調べられていないが、生殖能力に悪影響を与えるのではないかと考えられている。また発がん性もあると考えられており、国際がん研究機関による発がん性評価ではグループ2Aの「発がん性の可能性が高い物質」に分類されている。

## 法的規制
日本では毒物及び劇物取締法により劇物に指定されている。また日本、アメリカ合衆国などでPRTR法の対象物質ともなっている。